# Fompedraza
Fompedraza település Spanyolországban, Valladolid tartományban. Fompedraza Campaspero, Torre de Peñafiel, Canalejas de Peñafiel és Olombrada községekkel határos. Lakosainak száma 111 fő (2024).

## Népesség
A település népessége az utóbbi években az alábbiak szerint változott:
| Lakosok száma | 146  | 143  | 143  | 134  | 124  | 127  | 107  | 99   | 109  | 111  |
|               | 2001 | 2004 | 2007 | 2009 | 2012 | 2014 | 2017 | 2019 | 2022 | 2024 |